# Apocaulon carnosum
Apocaulon carnosum là một loài thực vật có hoa trong họ Cửu lý hương. Loài này được R.S.Cowan mô tả khoa học đầu tiên năm 1953.